# Cara de Pan (novela)
Cara de pan es una novela breve escrita por Sara Mesa y publicada en 2018 por la editorial Anagrama. La brevedad de esta novela se debe, explica la escritora en una nota que incluye al final, a que su forma inicial fue un cuento titulado A contra pelo. Sara Mesa explica que, aunque el germen de esta novela esté en el cuento, tanto la historia como los personajes han sufrido alteraciones y modificaciones. En apenas 150 tensas páginas, la autora de "Cicatriz" nos confronta también con los trastornos del tránsito a la edad adulta, los abismos de la fabulación, los riesgos de la diferencia, hasta el punto de que Casi tiene “la sensación de que miente aunque diga la verdad."  Por lo tanto, es una historia completamente nueva y distinta. Con esta novela continúa un legado de grandes títulos reconocidos por la crítica como Cuatro por cuatro (2012), Cicatriz (2015) o Mala letra (2016).

## Sinopsis
La relación entre una adolescente y un hombre maduro que se encuentran en un parque. Una novela deslumbrante sobre tabús y miedos.
«La primera vez la coge tan desprevenida que se sobresalta al verlo.» El encuentro se produce en un parque. Ella es Casi, una adolescente de «casi» catorce años; él, el Viejo, tiene muchos más.
El primer contacto es casual, pero volverán a verse en más ocasiones. Ella huye de las imposiciones de la escuela y tiene dificultades para relacionarse. A él le gusta contemplar los pájaros y escuchar a Nina Simone, no trabaja y arrastra un pasado problemático.
Estos dos personajes escurridizos y heridos establecerán una relación impropia, intolerable, sospechosa, que provocará incomprensión y rechazo y en la que no necesariamente coincide lo que sucede, lo que se cuenta que sucede y lo que se interpreta que sucede.
Una historia elusiva, obsesiva, inquietante y hasta incómoda, pero al mismo tiempo extrañamente magnética, en la que palpitan el tabú, el miedo al salto al vacío de la vida adulta y la dificultad de ajustarse a las convenciones sociales... La ambiciosa carrera literaria de Sara Mesa da un nuevo paso adelante con esta novela sobre dos seres desarraigados cuyos destinos se entrecruzan en un parque, una defensa de la inadaptación y la diferencia.
"Si tuviéramos que calificar con un solo adjetivo Cara de pan, el más adecuado sería "inquietante" porque, sin duda, inquietud es la sensación que permanece después de haber leído esta breve novela." (El Español, El cultural, 2018)

## Argumento
En Cara de pan la autora narra la historia de dos personajes muy diferentes. Por un lado encontramos a Casi, una preadolescente de casi 14 años que lleva bastante tiempo faltando a clase. Casi no siente que encaje en el instituto y pasa las mañanas en un escondite de un parque que se encuentra lejos de su casa. Por otro lado, conocemos a Viejo, un señor de unos cincuenta años, desgarbado y algo lento que no trabaja y encuentra el escondite de Casi en el parque. Estas dos personas tan opuestas, pero que se sienten igual de marginales, comienzan una amistad tabú con encuentros diarios en el parque. Aprenden de la vida del otro y descubren las razones que tienen para no tener nada mejor que hacer que sentarse ahí a charlar. Casi comienza a interesarse por las pasiones de Viejo: los pájaros y Nina Simone. Todo se tuerce cuando el instituto se da cuenta de que no se ha realizado ningún traspaso de expediente de Casi y por los padres encontrando el diario de la propia niña. En el diario, Casi hablaba de Viejo de una forma obscena, mala y sombría. Cuando se descubre todo, toman las descripciones de los encuentros escritas por Casi como prueba de que el hombre mayor es un pederasta y le detienen. 
Un tiempo más tarde, se vuelven a encontrar, cuando Casi ya no es casi-catorce. Sara Mesa narra encuentros en una cafetería, con una Casi que ya va al instituto y un Viejo que no sabe la verdadera razón de su detención hasta que la adolescente se la cuenta. El libro finaliza con los personajes poniéndose anillos de papel, haciendo una boda simbólica.

## Personajes
- Casi: preadolescente de casi 14 años que lleva meses sin ir al colegio porque le preocupa ser más gordita que las otras niñas de clase, tener la cara más redonda y un aspecto más infantil. Le preocupan cosas como que le viniera el período más tarde que a las demás o no tener novio, aunque vea esto como una tontería. Tiene una obsesión con gustar a los chicos y esto influirá mucho en su relación con Viejo.
- Viejo: hombre de unos cincuenta años, desaliñado, torpe y tenebroso. Tuvo una infancia difícil al ser hijo de una relación incestuosa y una adultez difícil al no comprender bien las relaciones sociales. Sufre una pequeña discapacidad mental que le impide entender desde por qué no debería relacionarse con niños, hasta por qué no debería seguir a una mujer a su casa. Le encanta hablar sobre pájaros y escuchar a Nina Simone.

## Tiempo y espacio
La novela se divide en dos partes: el parque y la cafetería. De esta forma, los dos tiempos en los que se desarrolla la novela están separados y es más fácil que el lector comprenda que ha pasado un periodo largo entre uno y otro. Llama la atención la ausencia de capítulos.  Sara Mesa aprovecha la brevedad de este relato para desarrollar toda la historia de forma cohesiva y prescinde de hacer más divisiones que las dos partes ya mencionadas. Lo único que puede ayudar a realizar una división de los días o momentos que van sucediendo es el doble espaciado que utiliza al finalizar de narrar un suceso. 
La primera parte se extiende desde el momento en el que se conocen, hasta la detención de Viejo. Todas las narraciones están ubicadas en el parque, excepto los recuerdos de ambos personajes y los momentos en los que Casi aparece escribiendo su diario en casa o mintiendo a sus padres sobre el colegio.  En esta parte de la novela llama la atención lo que cuenta elDiario.es en 2018: "Aunque la novela se desarrolla en la actualidad, la autora no hace referencia a elementos básicos en la vida de un adolescente de hoy en día, como las redes sociales." 
La segunda parte ocurre años después de la detención de Viejo, cuando ya ha sido puesto en libertad. La narración se ubica entera en una cafetería. 